# Stone Temple Pilots
Stone Temple Pilots is een Amerikaanse grungeband, actief van 1989 tot 2002 en weer vanaf 2008.

## Biografie
Stone Temple Pilots heette in eerste instantie Mighty Joe Young en werd opgericht door Scott Weiland en Robert DeLeo.
Het debuutalbum van Stone Temple Pilots deed het aardig, mede dankzij de hit Plush, in Nederland in week 31 van 1993 Megahit op   Radio 3 en bereikte de 15e positie in de destijds nieuwe publieke hitlijst op Radio 3, de Mega Top 50 en de 20e positie in de Nederlandse Top 40.
In België bereikte de single de 37e positie in de voorloper van de Vlaamse Ultratop 50 en de 23e positie in de Vlaamse Radio 2 Top 30.
De internationale doorbraak kwam met de opvolger Purple (1994) dat in de Verenigde Staten de nummer-1-positie bereikte. Tijdens de begeleidende tournee raakte Scott Weiland echter steeds meer verslaafd aan drugs, en hij werd in 1995 gearresteerd voor bezit van heroïne en cocaïne. Terwijl hij rehabiliteerde werkte de band aan een nieuw album: Tiny music... Songs from the Vatican gift shop (1996). Korte na de uitgave viel Weiland terug in zijn verslaving, waardoor de zomertournee werd geannuleerd. Hierdoor werd het album niet zo'n groot succes als de voorgangers.
In 1998 besloot Weiland aan een soloalbum te gaan werken, terwijl de overige Pilots onder de naam Talk Show samen met zanger Dave Coutts een album maakten. Vervolgens kwam de band weer bij elkaar en in 1999 kwam No. 4 uit, en om op de oude voet verder te gaan kreeg Weiland prompt een jaar celstraf vanwege het dwarsbomen van zijn reclassering.
Nadat Weiland weer was afgekickt kwam de band in 2001 met Shangri-La Dee Da, gevolgd door een compilatiealbum in 2003. Hoewel de Pilots vervolgens nooit officieel uit elkaar zijn gegaan werd Weiland de zanger van Velvet Revolver. In de zomer van 2008 gingen Stone Temple Pilots weer toeren.
In 2013 werd Weiland uit de band gezet en vervangen door Chester Bennington, bekend van Linkin Park. In november 2015 verliet Bennington de band. 
Op 3 december 2015 werd Scott Weiland tijdens een tour met The Wildabouts dood aangetroffen in de tourbus. Hij is op 48-jarige leeftijd overleden aan een overdosis.
Op 20 juli 2017 werd Bennington dood aangetroffen in zijn huis, de oorzaak van zijn dood was zelfmoord.
Vanaf 14 november 2017 zijn de Stone Temple Pilots weer actief. De band presenteerde haar nieuwe zanger. Zijn naam is Jeff Gutt, bekend van de Amerikaanse X-Factor, waar hij tot twee keer toe aan deelnam.

## Bezetting

### Huidige leden
- Dean DeLeo (gitaar)
- Robert DeLeo (basgitaar)
- Eric Kretz (drums)
- Jeff Gutt (zang)

### Voormalige leden
- Scott Weiland (zang, overleden in 2015)
- Chester Bennington (zang, overleden in 2017)

## Discografie

### Albums
| Album met eventuele hitnotering(en) in de Nederlandse Album Top 100 | Datum van verschijnen | Datum van binnenkomst | Hoogste positie | Aantal weken | Opmerkingen      |
| ------------------------------------------------------------------- | --------------------- | --------------------- | --------------- | ------------ | ---------------- |
| Core                                                                | 1992                  | 14-08-1993            | 10              | 14           |                  |
| Purple                                                              | 1994                  | 25-06-1994            | 32              | 13           |                  |
| Tiny Music ... Songs from the Vatican Gift Shop                     | 1996                  | -                     | -               | -            |                  |
| No. 4                                                               | 1999                  | -                     | -               | -            |                  |
| Shangri-La Dee Da                                                   | 2001                  | -                     | -               | -            |                  |
| Thank You                                                           | 2003                  | -                     | -               | -            | Verzamelalbum    |
| Stone Temple Pilots                                                 | 2010                  | -                     | -               | -            |                  |
| High Rise                                                           | 2013                  | -                     | -               | -            | EP               |
| Stone Temple Pilots                                                 | 2018                  | -                     | -               | -            |                  |
| Perdida                                                             | 2020                  | -                     | -               | -            | akoestisch album |

### Singles
| Single met eventuele hitnotering(en) in de Nederlandse Top 40 | Datum van verschijnen | Datum van binnenkomst | Hoogste positie | Aantal weken | Opmerkingen                        |
| ------------------------------------------------------------- | --------------------- | --------------------- | --------------- | ------------ | ---------------------------------- |
| Plush                                                         | 1993                  | 21-08-1993            | 20              | 7            | Nr. 15 in de Mega Top 50 / Megahit |
| Interstate Love Song                                          | 1994                  | -                     | -               | -            |                                    |

### NPO Radio 2 Top 2000
| Nummer met noteringen in de NPO Radio 2 Top 2000 | '15  | '16  | '17 | '18  | '19 | '20 | '21 | '22 | '23 | '24 |
| ------------------------------------------------ | ---- | ---- | --- | ---- | --- | --- | --- | --- | --- | --- |
| Plush                                            | 1318 | 1172 | 947 | 1029 | 990 | 950 | 983 | 929 | 988 | 971 |

1. ↑  Een vetgedrukt getal geeft de hoogste notering aan.
2. ↑  2015 was het eerste jaar met een notering voor dit nummer.

### Talk Show
- Talk Show (album, 1997)